# مطار ليفربول
مطار ليفربول الدولي هو مطار دولي يخدم مدينة ليفربول في المملكة المتحدة.